# Opheltes
Opheltes Holmgren, 1859 è un genere di imenotteri della famiglia degli Icneumonidi.

## Tassonomia
Il genere include le seguenti specie:
- Opheltes glaucopterus (Linnaeus, 1758)
- Opheltes japonicus (Cushman, 1924)